# St Barth Commuter
La St Barth Commuter è una compagnia aerea regionale, basata nell'isoletta di Saint-Barthélemy nelle Antille francesi.

## Storia
La compagnia aerea fu fondata nel 1994 ed iniziò ad effettuare voli di linea e charter nella primavera dell'anno successivo.

## Flotta
- 5 Cessna 208B Gran Caravan
- 1 Cessna 208B Gran Caravan EX